# アネット・ジリンスカス
アネット・ジリンスカス（Annette Zilinskas）はアメリカ合衆国の女性歌手、ベーシスト。バングルスのメンバー（2018年より復帰）。

## 略歴
アメリカ合衆国・カリフォルニア州ロサンゼルスヴァンナイズ出身 (1962年11月6日)
1981年に、バングルスにベーシストとして参加した。
1982年にはバングルスとしてミニ・アルバム 『Bangles』を発表、アネットはこのアルバムでベース、ハーモニカを担当している。
1983年、バングルスとしての活動は長く続かず、脱退。

その後は、様々なバンドに加入していて、2014年にバングルスのライブに参加し初め、2018年にはメンバーとしてバングルスに復帰。